# Philautus kerangae
Philautus kerangae es una especie de ranas que habita en Malasia y, posiblemente, también en Brunéi y Indonesia. 
Esta especie se encuentra amenazada de extinción debido a la destrucción de su hábitat natural.